# Carlo Gozzi
Carlo Gozzi olasz költő, mese- és drámaíró. Témáit elsősorban keleti forrásokból merítette.
Az operairodalom számos librettója készült műveiből, így: A tündérek (Wagner), a Szarvaskirály (Henze), a Turandot (Weber, Puccini, Busoni), A három narancs szerelmese (Prokofjev).

## Magyarul megjelent művei
- Turandot. Tragi-comedia; Gozzi nyomán Schiller, ford. Gáthy János; Egyetemi Ny., Buda, 1835 (Külföldi játékszín)
- A három narancs szerelme; bábszínpadra átdolg. Erdődy János; Művelt Nép, Bp., 1954 (Bábszínpad)
- Carlo Gozzi–Heltai Jenőː A szarvaskirály; zene Ránki György, tan. Székely György; Művelt Nép, Bp., 1956 (Bábszínpad)
- Állatmesék, 1–4.; többekkel, ford. Lakatosné Pethő Ildikó; Aquila, Debrecen, 2005